# Rosa Lobato de Faria

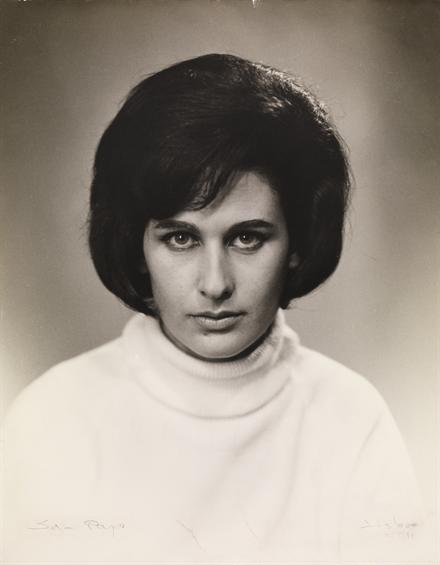
Rosa Lobato de Faria

Rosa Lobato de Faria (geboren als Rosa Maria de Bettencourt Rodrigues Lobato de Faria; 20 april 1932 - 3 februari 2010) was een Portugese schrijfster en actrice. Als schrijfster hield ze zich onder andere bezig met scenario's, romans gedichten en liedteksten. Ze is in haar leven tweemaal getrouwd geweest.
Haar acteercarrière kwam relatief laat op gang. Haar eerste rol was in de televisieserie Vila Faia uit 1982. Daarna was ze onder andere te zien in Humor de Perdição (1987), Nem o Pai Morre Nem a Gente Almoça (1990), Crónica do Tempo (1992), A Minha Sogra É uma Bruxa (2002), Só Gosto De Ti (2004) en Ninguém Como Tu (2005). Tussen 1988 en 1995 schreef ze scripts voor meerdere televisieseries en telenovas. 
Rosa Lobato de Faria stierf op 77-jarige leeftijd in een ziekenhuis aan de gevolgen van bloedarmoede.
- Bibsys: 1460961539693
- Biblioteca Nacional de España: XX1535350
- Bibliothèque nationale de France: cb144225042 (data)
- Catàleg d'autoritats de noms i títols de Catalunya: 981058511914406706
- Gemeinsame Normdatei: 115775390
- International Standard Name Identifier: 0000 0001 0919 2406
- Library of Congress Control Number: n95056113
- MusicBrainz: 7c03c111-2259-4f90-8c44-2c33a7498414
- Nationale Bibliotheek van Israël: 987007347200205171
- Nederlandse Thesaurus van Auteursnamen: 16590710X
- Réseau des bibliothèques de Suisse occidentale: 02-A008767107
- Système universitaire de documentation: 067695485
- Virtual International Authority File: 79181029
- WorldCat: E39PBJjHbbwVP8mM8pJDwD8grq